# إنزيم محول للأنجيوتنسين
يعمل هذا الأنزيم على تحويل الأنجيوتنسين 1 إلى أنجيوتنسين 2، حيث أن الأنجيوتنسين 2 وظيفته هو زيادة امتصاص الصوديوم في نفرون الكلية الذي بدوره يعمل على رفع ضغط الدم الشرياني بالإضافة إلى تحفيز انقباض القلب ونمو جدران الأوعية الدموية وإفراز هرمون الألدوستيرون الذي يزيد الاحتفاظ بالصوديوم.

## آلية العمل
في البداية عندما يكون مستوى الصوديوم منخفضاً في خلايا البقعة الكثيفة التابعة للنفرون فإنها تحفز الخلايا المجاورة للكبيبة على إنتاج هرمون الرينين (بالإنجليزية: renin) الذي بدوره يحفز على إنتاج الأنجيوتنسين-1 من الأنجيوتنسينوجين ثم يقوم الإنزيم المحول للأنجيوتنسين بتحويله إلى أنجيوتنسين 2 وهذه هي العملية الطبيعية في حالة حدوث انخفاض مستوى ضغط الدم في الكلية مما يؤدي إلى عودتها مرة أخرى إلى الحالة الطبيعية، ولكن في حالة عدم استقرار هذه العملية في حالة إنتاج الأنجيوتنسين 2 بشكل مستمر حتى مع ارتفاع مستوى الصوديوم في الدم ومثل هذه الحالة تحدث في مرضى ارتفاع ضغط الدم.

## مثبطات عمل الإنزيم المحول للانجيوتنسين(بالإنجليزية:ACE inhibitors)
هنالك عدة أدوية مستخدمة لعلاج ارتفاع ضغط الدم وفشل القلب تستخدم آلية تثبيط الإنزيم المحول للانجيوتنسين إلى أنجيوتنسين 2 ومن هذه الادوية:
1- كابتوبريل (بالإنجليزية: captopril)
2- إنالابريل (بالإنجليزية: enalapril)
3- بريندوبريل (بالإنجليزية: perindopril)
4- راميبريل (بالإنجليزية: ramipril)
من أهم الأعراض الجانبية التي قد تنتج من هذه الأدوية هو فقدان الشهية وحبوب في الجلد والدوار.